# Xitole
Xitole és una vila i un sector de Guinea Bissau, situat a la regió de Bafatá, a uns 100 kilòmetres a l'oest de Bissau. Té una superfície de 1.339 kilòmetres quadrats. En 2008 comptava amb una població de 19.336 habitants.